# Vicente Palmaroli
Vicente Palmaroli González (Zarzalejo, 5 settembre 1834 – Madrid, 25 gennaio 1896) è stato un pittore spagnolo, esponente del realismo storico.

## Biografia
Era figlio di Gaetano Palmaroli, un pittore e litografo italiano emigrato a Madrid ove occupava un ruolo ufficiale nelle collezioni d'arte reali, una posizione che Vicente ereditò dopo la morte del padre nel 1853.
Si formò alla Reale Accademia di Belle Arti di San Fernando di Madrid., completando, dal 1857 al 1866, la sua formazione artistica a Roma.

Successivamente partecipò con la delegazione spagnola, alla Esposizione Universale di Parigi, dove conobbe Ernest Meissonier di cui subì l'influsso come si nota dai suoi quadri posteriori a questa soggiorno.

Ricoprì l'incarico di accademico della Reale Accademia di Belle Arti di San Fernando, direttore dell'Accademia di Spagna a Roma e direttore del Museo del Prado dal 1893 fino alla sua morte.

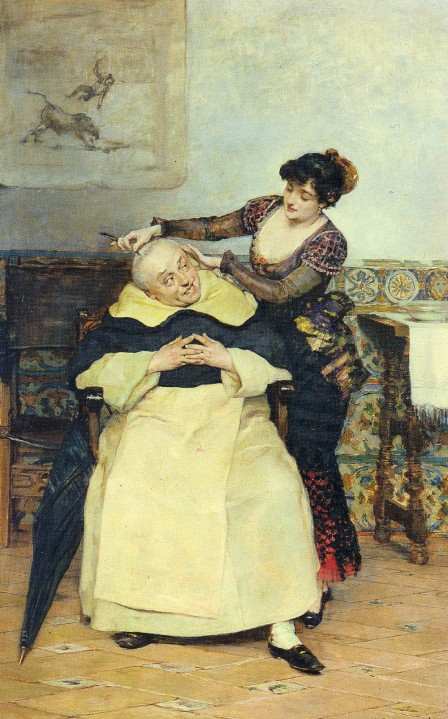
Vicente Palmaroli, Il taglio dei capelli

## Opere
- Sermone alla cappella Sistina (1865 circa)
- Il tre di maggio 1808 (1871)
- Conchita Miramón (1890)(111x61 cm) Museo del Prado
- Nello studio del pittore
- Coquetería
- Pene d'amore
- Taglio dei capelli
- Confidenze (1883) (137x63 cm) Museo del Prado
- Il concerto (1880) Museo del Prado